# Bukovački
Bukovački (Bukouachi, Bukouachky, Bwkowachky i Wukowatzky), hrvatska plemićka obitelj koja prema tradiciji potječe od hrvatskog plemenitog roda Mogorovića (de genere Mogorovich).
Kralj Rudolf II. potvrdio je 15. prosinca 1579. godine staro plemstvo i grb Ladislavu i njegovom sinu Gabrijelu te braći Jurju i Nikoli kao i drugim rođacima. U 17. stoljeću imali su posjede u Zagrebačkoj županiji.
Posljednji član obitelji u muškoj lozi bio je Franjo Bukovački, pouzdanik grofova Zrinskih.

## Vanjske poveznice
- Bukovački – Proleksis enciklopedija
- Bukovački – Hrvatski biografski leksikon